# Riedmatten (St. Niklaus)
Riedmatten (walliserdeutsch Riädmattä) ist ein Weiler der Gemeinde St. Niklaus (walliserdeutsch Zaniglas) im Walliser Bezirk Visp. Aus der Familie Riedmatten, deren Familienname vom Weiler Riedmatten in St. Niklaus abstammt, gingen sechs Bischöfe, 20 Domherren, 16 Landvögte, ein General, ferner Landes- und Zendenhauptmänner hervor. Darüber hinaus war die zweite Frau von Kaspar Stockalper (1609–1691), des Fuggers der Alpen, Cäcilia von Riedmatten. Doch führen Linien der Familie von Riedmatten auch nach Wien sowie Paris und in die USA, nach Argentinien und Haiti.

## Geographie
Der Weiler Riedmatten befindet sich auf 1080 m ü. M. nördlich von St. Niklaus Dorf (1120 m ü. M., walliserdeutsch Zaniglas) am rechten Ufer der Vispe, wobei die heutige  Kantonshauptstrasse 213 von Visp bzw. von Norden herkommend durch den Weiler Riedmatten führt und sich in dessen Süden nach dem Hotel Edelweiss nach St. Niklaus Dorf und dann weiter nach Zermatt und Grächen verzweigt. Im Norden wird der Weiler Riedmatten durch den Riedbach vom Weiler Lochmatten getrennt. Im Süden grenzt der Weiler an den Weiler Feld und im Osten an den Weiler Wichel.

## Familienname
Der Familienname Riedmatten stammt vom Weiler Riedmatten in St. Niklaus ab. Ältester bekannter Vertreter der Familie Riedmatten ist Peter im Howe, der im 13. Jahrhundert Sigrist von St. Niklaus (Matricularius de Chouson) war. Sein Sohn Thomas Matricularii erwarb 1307 das Allodialgut Riedmatten. Dessen Sohn Johann († um 1388), Junker, verheiratet mit Margaretha de Mont, Witwe des Freiherrn Johann von Raron, nannte sich als Erster de Riedmatten.
Deren Urväter waren die Vertreter der Familie von [de] Chouson, die eine angesehene einheimische Familie des Nikolaitals war. Ältester bekannter Vertreter der Familie «de [von] Chouson» war Henselmus (Anselm) Maior de Chouson bzw. von St. Niklaus, der im Jahre 1218 mit dem Meier Walter von Visp und den Rittern Girold von Ernen und Wilhelm von Visp als Zeuge bei einem Zehntenkauf in Visp auftrat. Gegen Ende des 13. Jahrhunderts finden sich dann die Formen des Familiennamens wie «Im Hove / Howe» und «Sigrist» oder «Matricularius». Als den «Hof» muss der turmartige Meierturm in St. Niklaus Dorf betrachtet werden, der 1273 erbaut wurde und der heute das weltweit erste Bergführermuseum beheimatet.

## Wappen

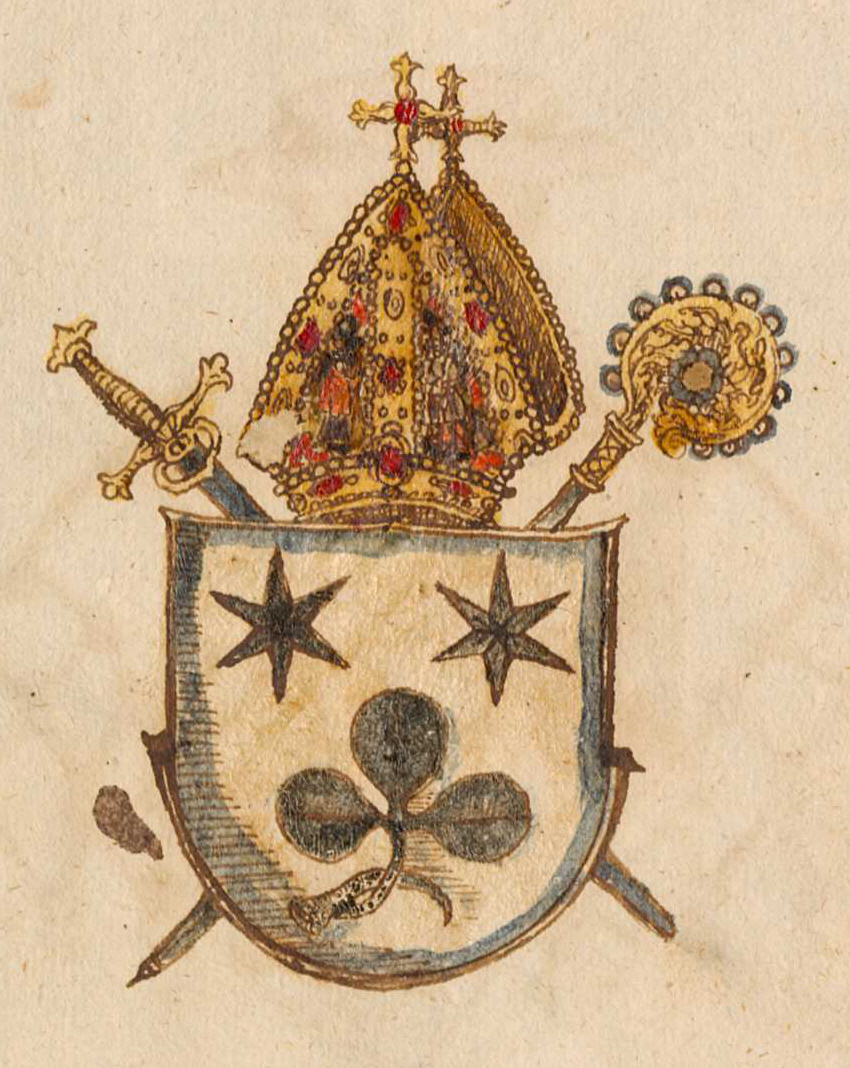
Familienwappen der von [de] Riedmatten, Hildebrand von Riedmatten (um 1530–1604), Bischof von Sitten von 1565–1604, 1594 Reichsversammlung im Regensburger Rathaus

Das Kleeblatt im Wappen der Gemeinde St. Niklaus deutet auf die Familie von Riedmatten. Das Wappen der Familie von [de] Riedmatten enthält ein Kleeblatt überhöht von zwei Sternen.
Als angesehener Geistlicher war Johannes von Chouson bzw. von St. Niklaus am 5. April 1272 Zeuge des Testaments des reichen Domherrn und später zum Bischof erwählten Heinrich II. von Raron. Dabei hing Johannes von Chouson das Familiensiegel ans Testament, das die Darstellung einer stark stilisierten Blume zeigt, welche in ein Kleeblatt auszugehen scheint.